# Inno nazionale dell'Afghanistan (2006)
L'inno nazionale dell'Afghanistan del 2006 (in dari سرود ملی, Surūd-e Millī; in pashtu ملی سرود, Millī Surūd), anche noto dal suo incipit come Dā watan Afğānistān, fu adottato ufficialmente nel maggio 2006 da una loya jirga. Secondo l'articolo 20 della Costituzione, dev'essere in lingua pashtu con le menzioni del Takbīr ed i nomi delle etnie del Paese. Il testo è stato scritto da Abdul Bari Jahani e la musica da Babrak Wassa. È stato sostituito di fatto da Dā də bātorāno kor nel 2021.

## Testo
| دا وطن افغانستان دی دا عزت د هر افغان دی کور د سولې کور د تورې هر بچې یې قهرمان دی دا وطن د ټولو کور دی د بلوڅو د ازبکو د پښتون او هزاره وو د ترکمنو د تاجکو ورسره عرب، گوجر دي پامیریان، نورستانیان براهوی دي، قزلباش دي هم ایماق، هم پشه ییان دا هیواد به تل ځلیـږی لکه لمر پرشنه آسمان په سینه کی د آسیا به لکه زړه وی جاویدان نوم د حق مودی رهبر وایو الله اکبر وایو الله اکبر |

### Testo traslitterato
Daa watan afγanistan dai
Daa ezzat de har afγan dai
kor de soole kor de toore
har bacəi ye qahraman dai
daa watan d ṭooloo kor dai
də balootsu, də uzbəku
də pashtun aw hazarawu
də turkmənu də tajəku
wursara ʻarab, gujər di
pamiriyan, nuristanian
brahui di, qizilbash di
hum aymaq, hum pashaiyan
daa hiwad ba tl dzaliẓ̌i
ləkə lmar por shna aasman
pa sina kə də asia ba
ləkə zṛa wi jawidan
noom de haq mo di rahbar
wa yu Allahu Akbar, wa yu Allahu Akbar, wa yu Allahu Akbar

### Testo tradotto in italiano
Questa terra è l'Afghanistan
È l'orgoglio di ogni Afghano
Terra di pace, terra di spada
I suoi figli son coraggiosi
È la casa di tutte le tribù
Dei Beluci, degli Uzbeki
Dei Pashtun, e degli Hazara
Dei Turcomanni, dei Tagichi
Con loro Arabi e Gujar
Pamirian e Nuristani
Brahui e Qizilbash
E gli Aymaq e i Pashayan
Questa terra splenderà per tutti
Come il sole nel cielo azzurro
Nel petto dell'Asia
Rimarrà il suo cuore per sempre
Seguiremo l'unico dio
Diciamo Dio è il più grande, diciamo Dio è il più grande, diciamo Dio è il più grande

### Testo in IPA
[dα watan afγαnistαn dai
dα ʔizæt də har afγαn dai
kur də suli kur də turi
har bat͡ʃεje qahramαn dai
dα watan də ʈulu kur dai
də balut͡su də uzbεku
də paʂtun haw hazαra wu
də turkmənu də tαd͡ʒiku
wur səræ ʔarab gud͡ʒær di
pαmirijαn nurɪstαnjan
brahawi di qizilbαʃ di
hum aymαq hum pæʃəijan
da hiwad ba təl d͡zæliʐi
lækə lmar por ʃna ʔαsmαn
pα sinə kə də ʔαsja ba
lækə zɽa wi d͡ʒαwidan
num də haq mu dei rahbar
wa ju allahu akbar (x3)]